# Antonio Gai
Antonio Gai (Venezia, 3 maggio 1686 – Venezia, 4 giugno 1769) è stato uno scultore italiano.

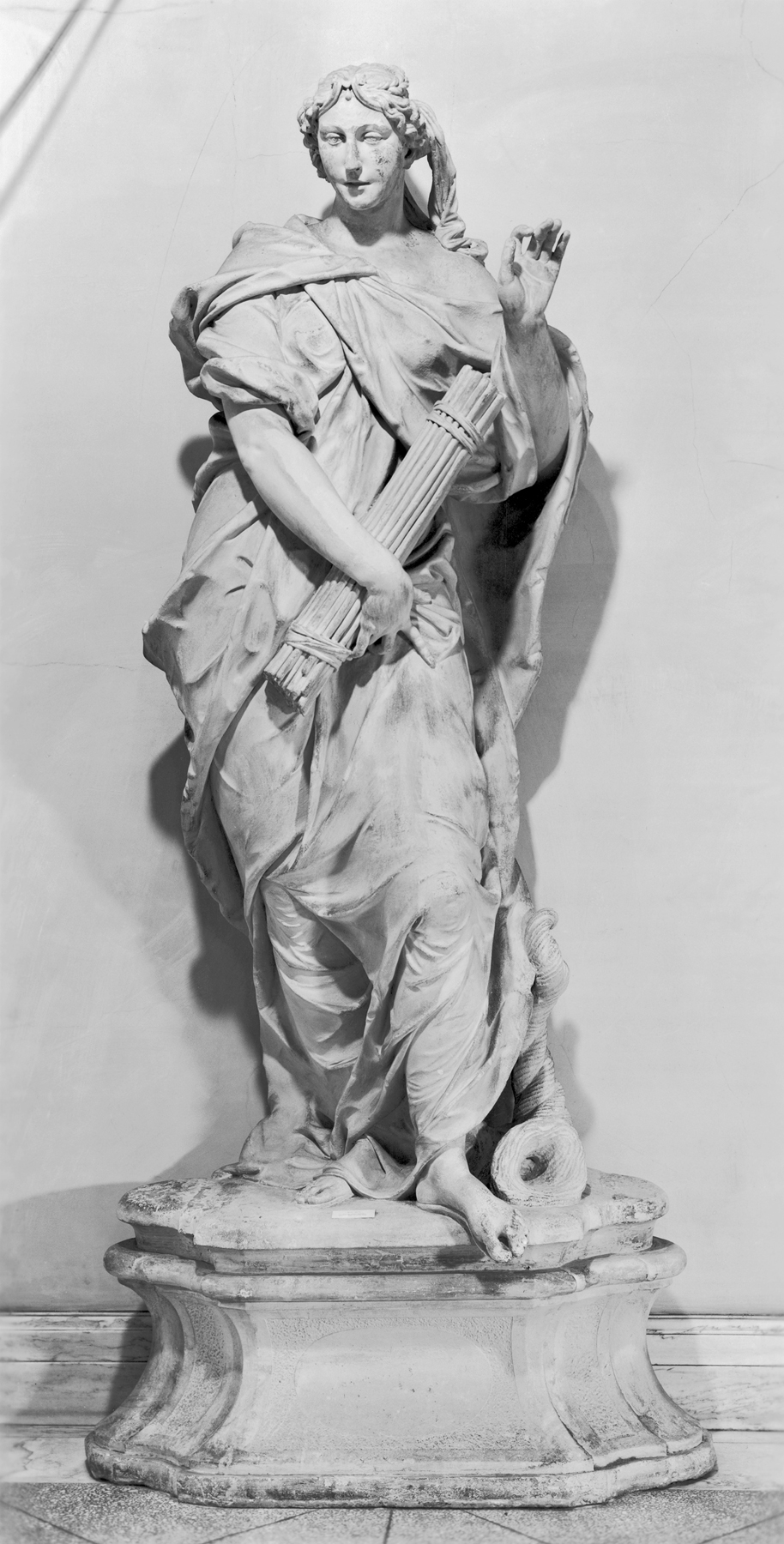
Allegoria dell'armonia e della pace, già a palazzo Pisani, ora al Walters Art Museum di Baltimora.

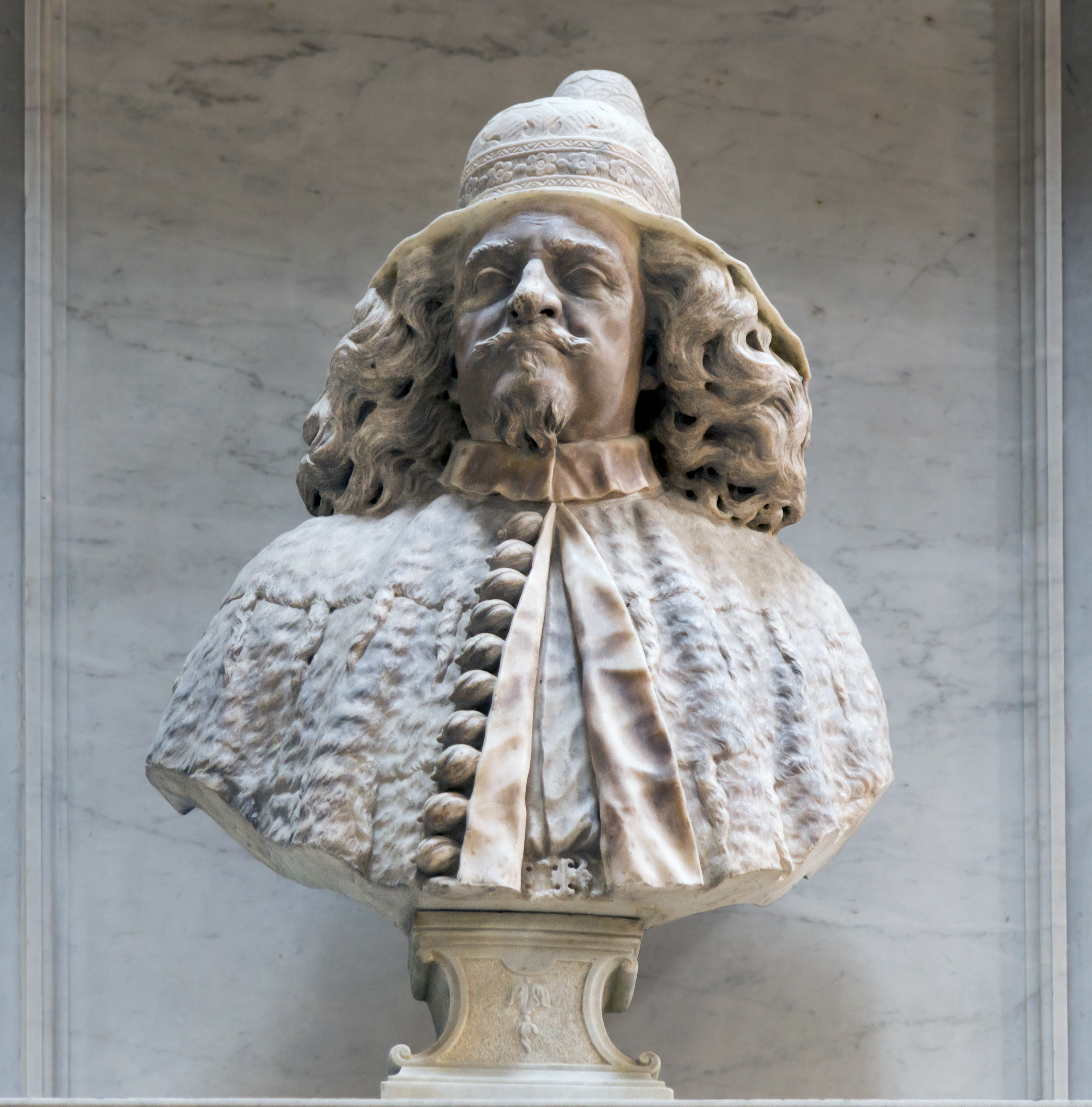
Busto del doge Nicolò Sagredo, Chiesa di San Francesco della Vigna.

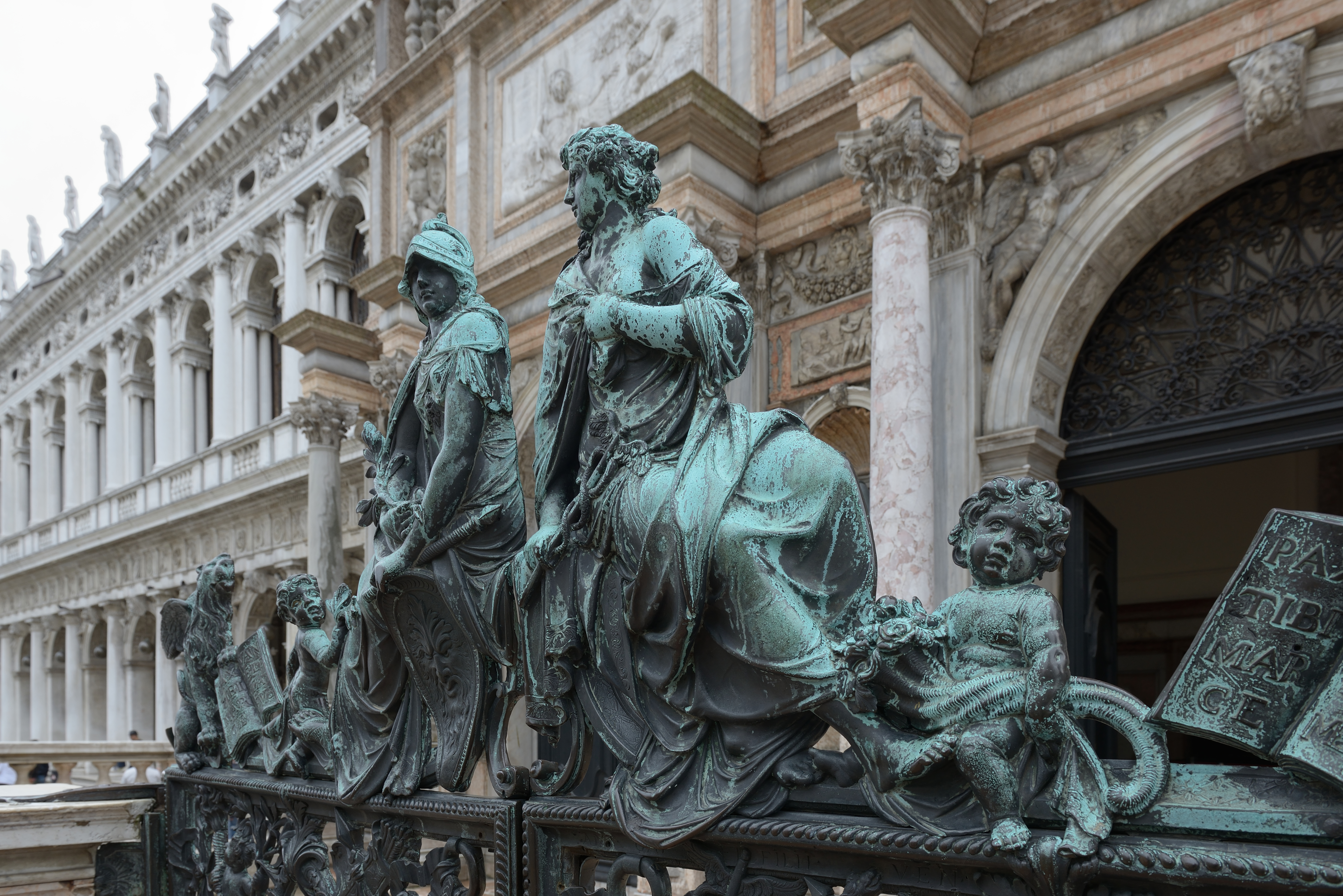
Balaustra in bronzo della Loggetta del Sansovino conclusa nel 1737.

Artista diligente e raffinato, ha lasciato numerose opere a tema sacro e profano destinate a chiese e palazzi veneziani e a ville di terraferma.

## Biografia
Nacque nella parrocchia di San Michele da Fiorina e Francesco, modesto intagliatore. Come afferma il Temanza, si formò nella bottega di Ottavio Calderon, altro scultore in legno, già dal 1696-97. Era ancora apprendista nel 1710 quando sposò Lucia, tuttavia nel 1716 si autodefiniva "capo maestro".
Il Gai iniziò quindi la sua attività come intagliatore, ma di questo primo periodo non restano opere se si eccettuano degli "ornati d'intaglio" identificabili con le decorazioni di alcuni armadi della Biblioteca nazionale Marciana (anni 1720 e 1730).
Si avvicinò alla scultura in pietra solo nel 1720. Le prime opere di questo genere furono le statue e i vasi della demolita villa Dolfin di Carpenedo, andate disperse. Gai assunse la commissione quando era ancora qualificato come intagliatore (il Collegio degli scultori fu istituito solo nel 1724) e poté ultimare i lavori grazie a una deroga del priore dell'associazione Giuseppe Torretto. La prova per entrare ufficialmente nel Collegio fu sostenuta nel 1727.
Nel 1726 realizzò il Capitello delle Nazioni (o dei Popoli) per il Palazzo Ducale sul modello di un originale risalente al XIV secolo.
Nel 1733 lavorava ancora per la piazzetta San Marco essendogli state commissionate le portelle bronzee per l'ingresso della Loggetta del Sansovino, la quale venne in quel periodo chiusa al pubblico per ragioni igieniche e di decoro. Le opere, firmate "Ant. Gai et filii", testimoniano come il Gai avesse iniziato ad associarsi ai figli Francesco e Giovanni.
Questa commissione aumentò il suo prestigio, non solo a Venezia: apprezzato dallo svedese Carl Gustaf Tessin, che lo definì "demi Michelange", nonché unico scultore veneziano degno di menzione, lavorò anche per il mercato inglese grazie alla mediazione di Joseph Smith, banchiere e collezionista e poi console a Venezia. Si specializzò particolarmente nella realizzazione di soggetti classicheggianti abbandonando la maniera tardobarocca che lo contraddistingueva negli anni precedenti.
Nel 1738, con Giovanni Battista Piazzetta, Giambattista Tiepolo e Pietro Longhi, fu componente di una commissione per la valutazione del patrimonio artistico lasciato da Gherardo Sagredo. Si noti come, anche in questo caso, il Gai preferisse i pezzi di "foggia antica", nonché quelle di Antonio Corradini e Giusto Le Court.
Nel 1738 circa realizzò le allegorie della Vista e dell'Udito per lo scalone di villa Giovanelli a Noventa Padovana. Sono opere esemplari che dimostrano la maturità artistica dell'autore, attento a impostare le figure su regole geometriche e diagonali virtuali.
Verso il 1740 risultava avere residenza e bottega nella parrocchia di San Bartolomeo, dove rimase sino alla morte; possedeva anche una casa e un terreno a Sambruson.
Alla festa della Sensa del 1743 espose due trionfi perduti con Storie di Giuditta e Oloferne. Nel 1749 i procuratori di San Marco gli commissionarono alcuni riquadri con putti su trofei per l'ampliamento della Loggetta.
All'inizio degli anni 1750 si occupò delle statue per l'altare maggiore della Basilica di San Marco, nonché di un lavello collocato nella sagrestia della stessa nel 1751. Poco dopo scolpì un pregevole San Marco per Santa Maria della Pietà, collocato ad una delle estremità dell'altare maggiore (dall'altra si colloca un San Pietro di Giovanni Marchiori).
Vanno citate inoltre la Fede e la Fortezza per la chiesa di San Vidal e i Santi Pietro e Paolo per la parrocchiale di Scaltenigo. Sul timpano della chiesa di Mira Vecchia si trova un San Carlo Borromeo (inizialmente stava davanti all'edificio), presso l'altare della Circoncisione di Sant'Antonio a Rovigo i Cherubini, nella parrocchiale di Dolo (ma un tempo in collezione privata) un bassorilievo con Cristo nell'orto e, infine, sulla Sant'Antonio Abate a Udine si collocano varie statue. Sono andati perduti i due Angeli di San Simeon Grande e la Fede di San Giovanni in Bragora.
Il Gai si occupò frattanto della committenza laica lavorando per numerosissime dimore patrizie, sia palazzi di città che ville di terraferma. Intorno alla metà del seguito realizzò le Quattro Stagioni per il giardino di palazzo Vecchia-Romanelli a Vicenza (attualmente nel parco Querini). Per villa Soderini a Nervesa scolpì con Giuseppe Torretto diverse opere ma di queste restano soltanto due vasi oggi conservati presso villa Sicher-Barnabò di Arcade.
La gran parte dei lavori si rintraccia però lungo la Riviera del Brenta, prevalentemente a Mira Vecchia, Fiesso d'Artico e soprattutto Stra, dove produsse opere per la nota villa Pisani, Villa Giovanelli a Noventa Padovana e, forse, per "La Barbariga". Per il palazzo Pisani di San Vidal (oggi conservatorio Benedetto Marcello) scolpì statue allegoriche; una sola è rimasta nell'ubicazione originaria, le altre quattro sono attualmente conservate al Walters Art Museum di Baltimora.
Il 13 febbraio 1756 fu fondata l'Accademia di Venezia e il Gai figurò fra i trentasei artisti che formarono il primo gruppo di insegnanti. Nel 1764 venne nominato presidente dell'istituzione.
Nel 1765 gli vennero ordinate due delle sette statue che avrebbero ornato la nuova facciata della chiesa di San Rocco (un San Lorenzo Giustiniani e un Beato Gregorio Barbarigo), anche se il vecchio scultore delegasse ormai le commissioni ai figli Francesco e Giovanni, dedicandosi esclusivamente alle faccende burocratiche.
Nel 1767 si era risposato - pare spinto da pressioni esterne - con una certa Antonia. Qualche mese dopo fece testamento, affidando ai figli la bottega. Morì due anni più tardi, nella sua casa di San Bartolomeo.